# Hans Schmauch
Hans Schmauch (* 13. August 1887 in Danzig; † 12. August 1966 in Sankt Augustin) war ein deutscher Gymnasiallehrer. Bedeutung gewann er als Landeshistoriker des Ermlands und Westpreußens.

## Leben
Als Sohn eines Eisenbahnbeamten wuchs Schmauch im westpreußischen Schlochau auf. Er besuchte das Gymnasium in Schneidemühl, wo er 1906 die Reifeprüfung bestand. Er studierte katholische Theologie am Priesterseminar zu Pelplin, wo er sich mit der osteuropäischen Kirchengeschichte befasste. Anschließend studierte er an der Universität Breslau – dort wurde er Mitglied der KDStV Salia im Cartellverband der katholischen deutschen Studentenverbindungen – und der Universität Königsberg Geschichte und Germanistik. 1916, mitten im Ersten Weltkrieg, bestand er das Staatsexamen. Er wurde Lehrer an der Knabenschule in Wormditt und an den Gymnasien in Bartenstein und Rößel. Mit einer Doktorarbeit bei Albert Brackmann wurde er im Juli 1918 von der Albertus-Universität zum Dr. phil. promoviert. Im Oktober 1918 kam er als Studienrat an das Wormditter Progymnasium. Im Februar 1924 wurde der Sohn Joachim geboren. Nach 14 Jahren wurde er an das Oberlyzeum in Marienburg versetzt. Erst die Vertreibung 1945 beendete diese Tätigkeit. Nach dem Kriege unterrichtete er bis zur Pensionierung 1952 als Studienrat an der Oberrealschule in Kaufbeuren. Er starb am Vortag seines 79. Geburtstages.

### Ermland
Schmauch habilitierte sich im Juli 1932 an der Staatlichen Akademie zu Braunsberg. Als nebenamtlicher Dozent lehrte er dort vom Wintersemester 1932/33 bis einschließlich Wintersemester 1944/45. 1939 und 1943 wurde er von der Fakultät für eine außerplanmäßige Professur vorgeschlagen. Die NSDAP verhinderte beide Male die Ernennung.
Die Arbeit an der Geschichte des Ermlandes brachte ihn immer mehr auf Nikolaus Kopernikus. Gegen Aleksander Birkenmajer und Wojciech Wasiutyński wies er dessen deutsche Abstammung nach. Zwei Jahre nach der Pensionierung richtete er 1954 in Königstein im Taunus das Institut für ostdeutsche Kirchen- und Kulturgeschichte ein. 1956 verlegte er es nach Ingelheim am Rhein. Im Juli 1961 gab er es an die Universität Bonn ab. Seit 1956 hielt er Vorlesungen am Albertus-Magnus-Kolleg in Königstein. Die Universität Mainz berief ihn im selben Jahr zum Honorarprofessor für ostdeutsche Landes- und Kirchengeschichte. Seine Vorlesungen gab er erst als 75-Jähriger auf.
Schmauch saß seit 1926 im Vorstand des Historischen Vereins für Ermland und wurde 1937 dessen Vorsitzender. 1954 sorgte er für die Reaktivierung des Vereins. Ab Frühjahr 1956 gab er wieder die Zeitschrift für Geschichte und Altertumskunde des Ermlandes heraus. Bis zu seinem Tode saß er im Vorstand der Historischen Kommission für Ost- und Westpreußische Landesforschung. 1961 wurde er Erster Vorsitzender der neugegründeten Copernicus-Vereinigung. Er begründete die Beiträge zur Geschichte Westpreußens, erlebte aber das Erscheinen ihres ersten Bandes nicht mehr.

### Kommunalpolitik
In Ostpreußen engagierte Schmauch sich in der Kommunalpolitik. Von 1920 bis 1925 saß er für die Zentrumspartei im Kreistag des Kreises Braunsberg. In Wormditt war er zwölf Jahre Stadtverordneter und dort von 1927 bis 1931 Stadtverordnetenvorsteher. Auch nach der Flucht und Vertreibung Deutscher aus Mittel- und Osteuropa 1945–1950 stellte er sich als Politiker zur Verfügung. Von 1947 bis 1956 war er Stadtrat in Kaufbeuren. Vier Jahre war er stellvertretender Bürgermeister. Er betrieb die Ansiedlung der Gablonzer Industrie in Neugablonz.

## Ehrungen
- Kopernikus-Plakette der Stadt Allenstein (1943)
- Silberne Leibniz-Medaille (Berlin) (1943)
- Verdienstorden der Bundesrepublik Deutschland, Bundesverdienstkreuz 1. Klasse (1963)
- Westpreußischer Kulturpreis (1964)

## Schriften (Auswahl)
- Zur Geschichte der St. Johannispfarrkirche zu Wormditt. Zum 550jährigen Jubiläum. Verlag  F. Majewski, A. Dargel Nachf.,  Wormditt 1929.
- mit Franz Buchholz: Steuerlisten der Altstadt Braunsberg von 1453 und 1579. Beiträge zur Familien-, Wirtschafts- und Verfassungsgeschichte Altpreußens. In: Zeitschrift für die Geschichte und Altertumskunde Ermlands. Heft 77. Historischer Verein für Ermland, Braunsberg 1934, S. 394–473.
- Nikolaus Coppernicus und die preußische Minzreform. In: Staatliche Akademie zu Braunsberg, Personal- und Vorlesungsverzeichnis. 3. Trim., Gumbinnen 1940.
- Die Unsichtbaren. Pfälzische Volkssagen. Mit 10 Zeichnungen von Heiner Schumann (= Am grünen Strom, Band 2). Musen-Verlag, Neustadt / Haardt 1949.
- Nikolaus Kopernikus (= Göttinger Arbeitskreis. Schriftenreihe, Heft 34). Holner, Kitzingen / Main 1953.
- mit Johannes Papritz, als Hrsg.: Kopernikus-Forschungen. Hirzel, Leipzig 1943.